# Friedemann Schulz von Thun

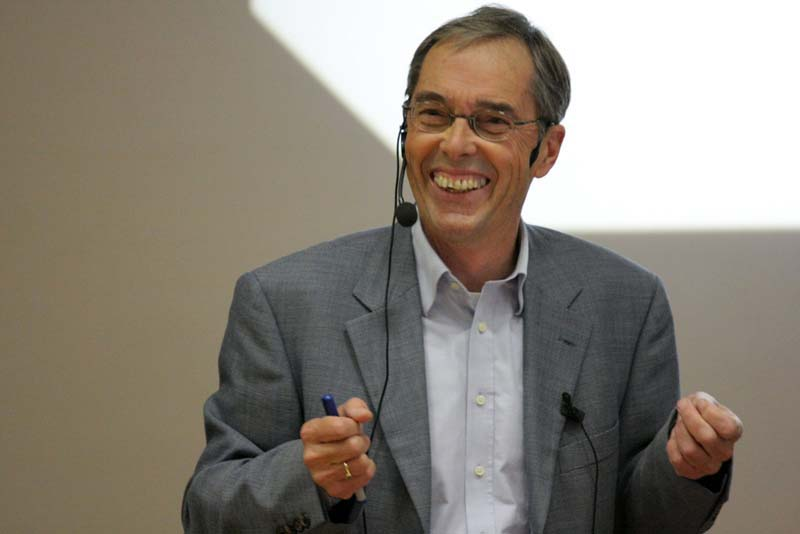
Friedemann Schulz von Thun (2014)

Friedemann Schulz von Thun (* 6. August 1944 in Soltau) ist ein deutscher Kommunikationspsychologe, Professor für Psychologie sowie Gründer des Schulz von Thun-Instituts für Kommunikation in Hamburg.

## Leben
Friedemann Schulz von Thun, Sohn von Wilma geborene Külper und Walter Schulz von Thun, besuchte die Gelehrtenschule des Johanneums in Hamburg.
Schulz von Thun studierte von 1967 bis 1971 Psychologie (mit Philosophie und Pädagogik) in Hamburg, war als Diplom-Psychologe dann Assistent bei Reinhard Tausch und wurde 1973 mit seiner Dissertation Verständlichkeit bei der Wissens- und Informationsvermittlung zum Doktor der Philosophie (Dr. phil) promoviert. Die Habilitation erlangte er an der Universität Hamburg 1975 durch eine kumulative Habilitation. Im selben Jahr wurde er auf eine Professur für Schulpsychologie an der Universität Hamburg berufen; dort war er bis 2009 tätig.
Ab 1971 hielt er Trainingskurse für Lehrer und Führungskräfte, die anfangs von Leitideen des Verhaltenstrainings und angewandter Gruppendynamik bestimmt waren. Ziel war die „innere Demokratisierung“, das Erlernen eines partnerschaftlichen Miteinanders zwischen verschiedenen Interaktionspartnern.
Durch die Beschäftigung mit Alfred Adlers Individualpsychologie und Ruth Cohns Themenzentrierter Interaktion vertiefte er das Verständnis für zwischenmenschliche Vorgänge. Aus der Integration von individualpsychologischen, humanistischen und systemischen Richtungen und seinen Kurserfahrungen entstand in den 1970ern das Modell des Kommunikationsquadrats, das er 1981 im Buch Miteinander reden, Störungen und Klärungen vorstellte.
Schulz von Thun lebt in Hamburg, ist in zweiter Ehe verheiratet und hat zwei Kinder.

## Lehre

### Das Kommunikationsquadrat

Graphische Darstellung des Vier-Seiten-Modells

Das Vier-Seiten-Modell oder Kommunikationsquadrat beruht auf der Annahme, dass jede Äußerung nach vier Aspekten (Seiten) hin interpretiert werden kann – vom Sender der Äußerung wie auch vom Empfänger. Diese vier Seiten der Nachricht werden im Modell durch je eine Quadratseite in einer eigenen Farbe repräsentiert:
1. Auf der Sachseite (blau) informiert der Sender (der Sprechende) über den Sachinhalt, d. h. über Daten und Fakten.
2. Die Selbstoffenbarung (grün) umfasst, was der Sprecher durch das Senden der Botschaft bzw. Nachricht von sich zu erkennen gibt.
3. Auf der Beziehungsseite (gelb) kommt zum Ausdruck, wie der Sender meint, zum Empfänger zu stehen, und was er von ihm hält.
4. Was der Sender beim Empfänger erreichen möchte, wird von der Appellseite (rot) repräsentiert.

In der zwischenmenschlichen Kommunikation gibt es aber nicht nur denjenigen, der sich äußert – den Sender –, sondern auch einen, der zuhört – den Empfänger. Während der Sender mit „vier Schnäbeln“ spricht, hört der Empfänger mit „vier Ohren“. Die vier Seiten der gesendeten Nachricht, also das, was der Sender mit einer Äußerung ausdrücken und/oder bewirken will, entsprechen oftmals nicht den vier Seiten, wie sie vom Empfänger interpretiert werden. Deshalb machen die vier Seiten einer Nachricht zwischenmenschliche Kontakte spannend, aber auch spannungsreich und anfällig für Störungen. In der Praxis ist der Empfänger zugleich auch Sender.
Dieses Modell lässt sich mit Einschränkungen erweitern auf allgemeine Kommunikationsvorgänge in der Gesellschaft. Diese umfassen dann beispielsweise auch die betont sachliche Kommunikation zwischen Behörden oder Institutionen.

### Stile, Werte und Persönlichkeitsentwicklung
Im zweiten Band von Miteinander reden, welcher 1989 erschienen ist, schrieb Schulz von Thun über die Verschiedenheit der Menschen. Miteinander Reden 2 erreichte inzwischen die 33. Auflage (Stand: Mai 2014) und befasst sich mit folgender Haupterkenntnis:
Die Menschen sind verschieden in der Art, wie sie mit anderen reden und den Kontakt zu ihnen gestalten. Was der eine zur Erweiterung seiner sozialen Kompetenz dringend braucht, hat vielleicht der andere schon viel zu viel. Davon ausgehend beschreibt er acht Kommunikationsstile (Stile der Kontakt- und Beziehungsgestaltung)
1. Der bedürftig-abhängige Stil
2. Der helfende Stil
3. Der selbst-lose Stil
4. Der aggressiv-entwertende Stil
5. Der sich beweisende Stil
6. Der bestimmende-kontrollierende Stil
7. Der sich distanzierende Stil
8. Der mitteilungsfreudig-dramatisierende Stil

Jeder dieser Stile hat seine kommunikativen Eigenarten, seine Stärken, seine Ergänzungsbedürftigkeit („Entwicklungsrichtung“) und seine Anfälligkeit für zwischenmenschliche Verstrickungen („Teufelskreis“).

### Modell „Inneres Team“
Der dritte Band (erschienen Ende 1998) beschreibt u. a., dass Menschen oft „mehrere Seelen in der Brust“ haben. Sie melden sich (mehr oder weniger vernehmlich), bevor, während und nachdem wir sprechen. Schulz von Thun nennt dies „Inneres Team“. Er stützt sich dabei auf die psychologischen Erkenntnisse in Bezug auf die Ich-Struktur und interagierende Persönlichkeitsanteile, die unter anderem von Margaret Paul und Erika J. Chopich stammen.
Er nimmt hierfür das Beispiel einer fleißigen Studentin, von der sich ein wenig engagierter Kommilitone eine Mitschrift ausborgen will. Sie möchte nicht Nein sagen und schwankt dadurch emotional zwischen Ärger („Er nutzt dich aus“) und Kollegialität („Man muss sich gegenseitig helfen“). Dadurch entsteht ein innerer Zwiespalt. In seinem Modell nennt Schulz von Thun solche inneren Anteile „Stimmen“ oder „Mitglieder des Inneren Teams“. Es ist wichtig, jedes Innere Teammitglied zu würdigen, denn „innere Pluralität“ ist menschlich und wertvoll. Doch je nach Ablauf der inneren Diskussionen, je nachdem, wie sich das „innere Betriebsklima“ gestaltet und ob eine gute Gesprächsleitung vorhanden ist, können wir über ein „Inneres Team“ verfügen – oder aber unter einem ewig zerstrittenen Haufen leiden, mit nachteiligen Folgen auch für die Kommunikation nach außen.

## Ehrungen und Auszeichnungen
Schulz von Thun erhielt zahlreiche Ehrungen und Auszeichnungen für sein Werk, darunter 2001 den Integrationspreis der Stiftung Apfelbaum und 2012 den Ehrendoktor (Dr. oec. h. c.) der Universität St. Gallen. 2021 erhielt er den Preis „Gegen Vergessen – Für Demokratie“.

## Veröffentlichungen
- Verständlichkeit. 1974.
- Kommunikation und Verhaltenstraining. 1976.
- mit Christoph Thomann: Sachbuch Klärungshilfe – Handbuch für Therapeuten, Gesprächshelfer und Moderatoren
- Miteinander reden – Psychologie der zwischenmenschlichen Kommunikation. 1981.
  - Miteinander reden 1 – Störungen und Klärungen. Allgemeine Psychologie der Kommunikation. Rowohlt, Reinbek 1981, ISBN 3-499-17489-8; Neuausgabe ebenda 1993.
  - Miteinander reden 2. Stile, Werte und Persönlichkeitsentwicklung. Differenzielle Psychologie der Kommunikation. Sonderausgabe, Rowohlt Taschenbuch Verlag, Reinbek bei Hamburg 2011, ISBN 978-3-499-62717-0. (Die Originalausgabe erschien erstmals 1989, eine Neuausgabe 1992).
  - Miteinander reden 3 – Das „innere Team“ und situationsgerechte Kommunikation. Rowohlt, Reinbek 1998, ISBN 3-499-60545-7.
  - Miteinander reden. 3 Bände. Rororo, Reinbek bei Hamburg 2005.
  - mit Kathrin Zach und Karen Zoller: Miteinander reden von A bis Z – Lexikon der Kommunikationspsychologie. Das Nachschlagewerk zu «Miteinander reden 1–3». Rowohlt (rororo), Reinbek 2012, ISBN 978-3-499-62830-6.
- Managementtrainung und Humanistische Psychologie. 1984.
- mit Ingart Langer und Reinhard Tausch: Sich verständlich ausdrücken. 4. Auflage. E. Reinhardt, München 1990.
- Klarkommen mit sich selbst und anderen: Kommunikation und soziale Kompetenz. Reden, Aufsätze, Dialoge. Rowohlt, Reinbek 2004, ISBN 3-499-61924-5.
- als Hrsg. mit Johannes Ruppel und Roswitha Stratmann: Miteinander reden: Kommunikation für Führungskräfte. Rowohlt, Reinbek 2000/2003, ISBN 3-499-61531-2.
- als Hrsg. mit Wibke Stegemann: Das Innere Team in Aktion. Praktische Arbeit mit dem Modell. Rowohlt, Reinbek 2004, ISBN 3-499-61644-0.
- als Hrsg. mit Dagmar Kumbier: Interkulturelle Kommunikation: Methoden, Modelle, Beispiele. Rowohlt (rororo), Reinbek 2006, ISBN 978-3-499-62096-6.
- mit Bernhard Pörksen: Kommunikation als Lebenskunst. Philosophie und Praxis des Miteinander-Redens. 2014, ISBN 978-3-8497-0049-2.
- mit Bernhard Pörksen: Die Kunst des Miteinander-Redens. Über den Dialog in Gesellschaft und Politik. 2020, ISBN 978-3-446-26590-5.
- Erfülltes Leben. Ein kleines Modell für eine große Idee. Hanser, 2021, ISBN 978-3-446-27145-6.